# Vaccinium corymbodendron
Vaccinium corymbodendron är en ljungväxtart som beskrevs av Hipólito Ruiz López, Amp; Pav. och Michel Félix Dunal. Vaccinium corymbodendron ingår i Blåbärssläktet, och familjen ljungväxter. Inga underarter finns listade i Catalogue of Life.